# Coptops szechuanicus
Coptops szechuanicus es una especie de escarabajo longicornio del género Coptops, tribu Mesosini, subfamilia Lamiinae. Fue descrita científicamente por Gressitt en 1951.

## Descripción
Mide 19,3 milímetros de longitud.

## Distribución
Se distribuye por China.